# Vergas
Vergas é uma cidade localizada no estado americano de Minnesota, no Condado de Otter Tail.

## Demografia
Segundo o censo americano de 2000, a sua população era de 311 habitantes.
Em 2006, foi estimada uma população de 301, um decréscimo de 10 (-3.2%).

## Geografia
De acordo com o United States Census Bureau tem uma área de
3,9 km², dos quais 3,8 km² cobertos por terra e 0,1 km² cobertos por água. Vergas localiza-se a aproximadamente 418 m acima do nível do mar.

## Localidades na vizinhança
O diagrama seguinte representa as localidades num raio de 24 km ao redor de Vergas.